# Sanaa Mazhar
Sanaa Mazhar (17 tháng 8 năm 1932 – 6 tháng 8 năm 2018) là diễn viên người Ai Cập, một trong ba nhân vật nữ của bộ phim "Biyaa Al Jarid" cùng với Magda al-Sabahi và Naima Akef. Đây là một trong những bộ phim thành công nhất mọi thời đại ở Ai Cập.
Mazhar sinh ngày 17 tháng 8 năm 1932. Chồng bà mất trong chiến tranh Yom Kippur năm 1973, bà quyết định không tiến bước nữa.
Bà là một trong ba nhân vật nữ của bộ phim "Biyaa Al Jarid" cùng với Magda al-Sabahi và Naima Akef. 13 bộ phim do bà diễn đều rất thành công ở Ai Cập. Bà được đóng phim cùng với những diễn viên kì cựu như Hind Rostom, Rushdi Abaza, Nadia Lutfi, Najat Al Saghira, Shadia và Salah Zulfikar. Bà tham gia nhiều bộ phim lịch sử, bà có đóng nhân vật Hoàng hậu của Sheba.
Bà hay nghe lời khuyên của các minh tinh khác về màu tóc của mình. Kiểu tóc, dây buộc tóc và phụ kiện của bà rất cá tính.
Sanaa thích sống yên bình, luôn tránh xa sự hào nhoáng, danh tiếng của một ngôi sao điện ảnh. Bà sống một cuộc sống giống như những người phụ nữ Ai Cập bình thường. Bà mặc áo trùm đầu và nghỉ hưu năm 1985. Bà chưa từng thấy xấu hổ với bất kỳ tác phẩm nào. Được biết, nhà viết kịch bản Yusuf Sibai đã tham khảo ý kiến vai diễn của bà trong các tác phẩm điện ảnh của Yusuf nhưng bà đều từ chối vì nó có những cảnh nhạy cảm.
Bà mất vào sáng ngày 6 tháng 8 năm 2018, hưởng thọ 86 tuổi.